# Ordizia
Ordizia en basque ou Villafranca de Ordicia en espagnol est une commune du Guipuscoa dans la communauté autonome du Pays basque en Espagne.

## Évolution du nom
La municipalité est née en 1256, quand le roi castillan Alphonse X de Castille dit le Sage a ordonné sa fondation dans le lieu qui était appelé Ordicia. Des années plus tard, en 1268, ce même roi a accordé à la ville le titre villa et de certains privilèges comme le Fuero (For) de Vitoria-Gasteiz, en rebaptisant la ville en Villafranca, pour influencer les droits de ses habitants.
Tout au long de l'histoire ont coexisté ces deux noms, celui de Villafranca, qui était l'officiel et d'utilisation plus cultivée, et celui d'« Ordicia », qui était maintenu particulièrement par la population qui parlait le basque principalement. En 1916, la municipalité a changé son nom officiel par celui de « Villafranca de Oria », dû au fait que la législation en vigueur invitait à ajouter un "préfixe" à ces municipalités qui avaient des villes homonymes dans d'autres parties du pays. Le nom de Villafranca d'Oria n'était pas, toutefois populaire, ce pourquoi en 1970, on opta pour « Villafranca de Ordicia », intégrant ainsi dans le nom composé celui de la municipalité, les deux dénominations traditionnelles de cette dernière.
Finalement, par la résolution du 4 janvier 1982 du vice-conseil d'administration locale, publiée dans le BOPV du 20 janvier la même année, on a adopté officiellement la dénomination d'« Ordizia », qui est celle utilisée traditionnellement en basque, adaptée aux règles de l'orthographe moderne de la langue.

## Personnalités
- Mikel Garmendia (1945-2005): acteur de cinéma, théâtre et télévision.
- Dolores González Katarain, Yoyes (1954-1986): connue pour être la première femme dirigeante d'ETA et pour avoir été assassinée, accusée de trahison.
- Luciano Montero (1908-1993): cycliste.
- Domingo Unanue (1901-1985): architecte.
- Joseba Rezola (1900-1971): militant nationaliste basque. Fut secrétaire général du PNV et vice-président du gouvernement basque en exil.
- Miguel Irastorza, Kapa (1918-1990): joueur de football de la Real Sociedad de San Sebastián dans les années 1930. Émigrera en Argentine après la guerre civile et mourut à Buenos Aires.
- Nicolás de Lecuona (1913-1937): artiste avant-gardiste, peintre, dessinateur et photographe.
- Martín de Mújica y Buitrón (?-1649): gouverneur du Chili.
- Andrés de Urdaneta (1508-1568): marin et explorateur. Découvrit la route maritime qui permit la connexion maritime entre les Philippines et le Mexique.

## Événement
Le 5 décembre 2007, pour la première fois, un chef d'État visite Ordizia pendant ses huit siècles d'histoire : la présidente philippine Gloria Macapagal Arroyo et le lehendakari (chef du gouvernement autonome basque) Juan José Ibarretxe inaugurèrent officiellement les actes du 500e anniversaire de la naissance du religieux et navigateur basque Andrés de Urdaneta.

### Sources
- (es) Cet article est partiellement ou en totalité issu de l’article de Wikipédia en espagnol intitulé « Ordicia » (voir la liste des auteurs).